# Coat of Charms
 (septembre 2013).
Si vous disposez d'ouvrages ou d'articles de référence ou si vous connaissez des sites web de qualité traitant du thème abordé ici, merci de compléter l'article en donnant les références utiles à sa vérifiabilité et en les liant à la section « Notes et références ».
Albums de Buckethead
Pikes
(2013) Wishes
(2013)
Coat of Charms est le 70e album de Buckethead et le 40e volume de la série « Buckethead Pikes ». Il fut offert le 11 décembre 2013 en version numérique et comme Twisterlend également en deux versions limitées distinctes. La première (300 exemplaires) consistait d'un album à pochette vierge dédicacée et numérotée de 1 à 300 par Buckethead pour être livré le 6 décembre 2013. La deuxième consistait en un nombre indéterminé de copies d'un album à pochette vierge pourvue d'un dessin fait et dédicacé par Buckethead. La deuxième version limitée ne fut proposée que jusqu'au 18 décembre 2013 alors que la première est épuisée.
Une version standard a été annoncée, mais n'est toujours pas disponible.

## Liste des titres
| 1.    | Hall of Aluminum | 3:13 |
| 2.    | Coat of Charms   | 8:34 |
| 3.    | Jettison Part 1  | 4:31 |
| 4.    | Jettison Part 2  | 2:29 |
| 5.    | Jettison Part 3  | 2:29 |
| 6.    | Jettison Part 4  | 2:41 |
| 7.    | Jettison Part 5  | 3:20 |
| 8.    | Jettison Part 6  | 2:21 |
| 29:38 |                  |      |